# Bathyspinula thorsoni
Bathyspinula thorsoni is een tweekleppigensoort uit de familie van de Bathyspinulidae. De wetenschappelijke naam van de soort is voor het eerst geldig gepubliceerd in 1976 door Filatova.